# Кафр-еш-Шейх (губернаторство)
Кафр-еш-Шейх (Кафр-ель-Шейх, араб. كفر الشيخ‎) — губернаторство (мухафаза) в Арабській Республіці Єгипет. Адміністративний центр — місто Кафр-еш-Шейх.
Населення — 2 620 208 осіб (2006).

## Найбільші міста
| №  | Місто        | Населення, осіб (2006) |
| -- | ------------ | ---------------------- |
| 1  | Кафр-еш-Шейх | 147 393                |
| 2  | Дісук        | 106 827                |
| 3  | Біяла        | 66 663                 |
| 4  | Фува         | 63 175                 |
| 5  | Ель-Хамуль   | 51 209                 |
| 6  | Сіді-Селім   | 45 906                 |
| 7  | Бальтім      | 40 199                 |
| 8  | Каллін       | 35 033                 |
| 9  | Мутубіс      | 29 428                 |
| 10 | Ер-Ріяд      | 18 263                 |